# 贡达拉东寺
贡达拉东寺，位于西藏自治区日喀则市定日县岗嘎镇萨拉村，是一座藏传佛教寺院。

## 简介
贡达拉东寺是位于西藏自治区日喀则市定日县岗嘎镇萨拉村的一座藏传佛教寺院。
2012年，定日县人民政府对该县11个寺庙的管委会用房进行了招标，这11个寺庙分别是：绒布寺、卡日寺、曲龙寺、森嘎曲德寺、曲德寺、当卓寺、曲龙贡达普寺、贡达普寺、尼让印刷寺、普萨寺、贡达拉东寺。